# 天堂2：革命
《天堂2：革命》是一款由韓國Netmarble在NCSoft一起合作開發製作的iOS和Android手機遊戲的大型多人在線角色扮演遊戲，發生在NCSoft的《天堂2：毀滅女神》故事情節發生100年前。它是“血統”系列的一部分。 
2016年12月14日，首先韓國上市首日下載量達 200 萬次，營收進帳 70 億韓圜的驚人成績。

2017年5月2日開放玩家註冊，利用 Unreal Engine 4 開發的《天堂 2：革命》主打大型開放式地圖，並沿用了《天堂 2》IP 的世界觀。

## 外部連結
- 官方网站（韓國）
- 官方网站（臺灣）
- 官方网站（日本）
- 天堂2：革命的Facebook專頁